# Ismaël Diakité
Ismaël Diakité (* 13. Dezember 1991 in Nouakchott) ist ein mauretanischer Fußballspieler.

## Karriere

### Verein
Seine Karriere begann Diakité 2007 bei ASAC Concorde, einem der renommiertesten Vereine Mauretaniens. Im Jahr 2013 wechselte er zum tunesischen Verein Club Sportif de Hammam-Lif.

### Nationalmannschaft
Sein Debüt für die mauretanische Nationalmannschaft gab er am 31. Mai 2008 bei einem Qualifikationsspiel für die WM 2010 gegen Ruanda, sein Einstand verlief jedoch weniger erfolgreich, da Mauretanien das Spiel mit 3:0 verlor. Bei einem 2:0-Auswärtssieg im Rahmen eines Freundschaftsspiels gegen Gambia erzielte er sein erstes Tor für sein Land, bei der Qualifikation zu der Afrikameisterschaft 2015 erzielte er bei einem 1:0-Heimsieg das Tor des Tages in der 76. Minute.